# Sinsemilla
Sinsemilla (från spanska sin semilla, utan frön; kallas även felaktigt "sensimilla") är cannabis i form av cannabisplantans obefruktade honblommor. Cannabisplantan finns som både han- och honplantor. För att få bästa kvalitet undviker odlaren att hanplantorna pollinerar honplantorna så att det inte produceras frön i blommorna och man får störst mängd av de rusgivande ämnena cannabinoider.